# Northern (Ghana)
Northern is de grootste regio van Noord-Ghana. Samen met de regio's Upper East en Upper West vormt Northern min of meer een eenheid, die zich onderscheidt van het zuiden van Ghana in een aantal opzichten. Ten eerste is het klimaat er droger, het landschap bestaat uit savanne. Ten tweede is het gebied economisch minder ontwikkeld. De armoede is groter, het onderwijs is slechter. Tot slot is de invloed van de islam veel groter. Het zuiden is overwegend christelijk, maar in het noorden zijn er gebieden die zo goed als helemaal islamitisch zijn. In Tamale, de hoofdstad van Northern Region, zijn de inwoners bijvoorbeeld in overgrote meerderheid moslim. De Northern Region wordt bewoond door vele volkeren, waarvan de Dagbon en de Gonja de belangrijkste zijn. Ook Ghana's grootste natuurreservaat, Mole National Park, ligt in deze provincie.

## Bevolking
Volgens de volkstelling van 2010 telt de regio Northern bijna 2,5 miljoen inwoners, hetgeen een vervijfvoudiging is vergeleken met de volkstelling van 1960.
| Jaar | Bevolking | Bevolkingsdichtheid | Urbanisatiegraad |
| ---- | --------- | ------------------- | ---------------- |
| 1960 | 531.573   | 9,0                 | 13%              |
| 1970 | 727.618   | 10,3                | 20%              |
| 1984 | 1.164.583 | 16,5                | 25%              |
| 2000 | 1.820.806 | 25,9                | 27%              |
| 2010 | 2.479.461 | 35,2                | 30%              |

In 2010 is zo'n 45% van de bevolking 14 jaar of jonger, terwijl 6% zestig jaar of ouder is.

#### Religie
Volgens de volkstelling van 2010 is ongeveer drie op de vijf inwoners islamitisch (60%). Hiermee heeft de regio het hoogste percentage moslims in Ghana.
Verder is 21% van de bevolking christelijk: 8% is katholiek, 6% is lid van de charismatische beweging of de pinkstergemeente, 5% is protestants en ongeveer 2% behoort tot andere christelijke groeperingen.
Ruim 16% is aanhanger van een bepaalde vorm van natuurgodsdiensten en 3% is ongodsdienstig

## Districten
De regio Northern bestaat uit de volgende 18 districten:

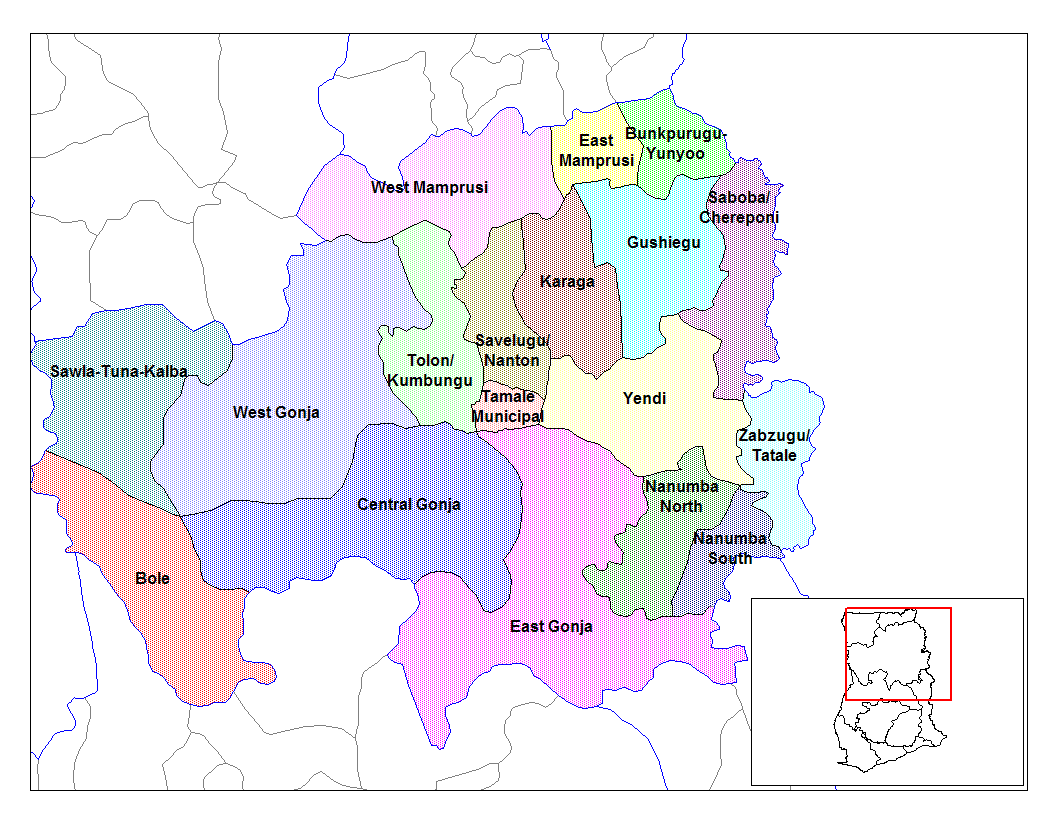
Districten van de regio Northern

- Bole District
- Bunkpurugu-Yunyoo District
- Central Gonja District
- East Gonja District
- East Mamprusi District
- Gushiegu District
- Karaga District
- Nanumba North District
- Nanumba South District
- Saboba/Chereponi District
- Savelugu/Nanton District
- Sawla-Tuna-Kalba District
- Tamale Municipal District
- Tolon/Kumbungu District
- West Gonja District
- West Mamprusi District
- Yendi District
- Zabzugu/Tatale District

Ashanti · Brong-Ahafo · Central · Eastern · Greater Accra · Northern · Upper East · Upper West · Volta · Western